# Râul Pasărea, Cernat
Râul Pasărea este curs de apă afluent al râului Cernat. 

## Hărți
- Harta Siriu - Trasee Montane
- Harta Munții Buzăului [nefuncțională – arhivă]